# Hugo de los Reyes Chávez
Hugo de los Reyes Chávez (Barinas, 6 de enero de 1933-Ibidem, 9 de abril de 2024) fue un político y docente de educación primaria venezolano, conocido por ser el padre del expresidente venezolano Hugo Chávez y de los políticos Adán Chávez, Aníbal Chávez y Argenis Chávez. Fue gobernador del estado Barinas en tres ocasiones (1998-2000, 2000-2004 y 2004-2008).

## Familia y trayectoria política
Fue el menor de los tres hijos de José Rafael Saavedra Balestrini (1890-1945) y Rosa Inés Chávez (1913-1982). En 1952, se casó con Elena Frías de Chávez; con quien tuvo siete hijos, veinticinco nietos y más de veinte bisnietos. Fue director regional de Educación de su estado, y militó en el pasado en el partido socialdemócrata Acción Democrática y en el partido socialcristiano COPEI, para luego abandonarlo hasta su incorporación como miembro reconocido del partido fundado y dirigido por su hijo, el Movimiento V República. Fue gobernador del estado Barinas, en los Llanos occidentales de Venezuela, desde 1998 cuando sustituyó al socialdemócrata Rafael Rosales Peña (Acción Democrática), se lanza en el mismo año en que su hijo es electo presidente, obteniendo un 43,56 % de los votos, siendo reelecto sucesivamente en las elecciones generales de 2000 con el 52,57 % de los votos y en 2004 con el 76 % de los votos.
En noviembre de 2008, al culminar su último período constitucional, fue sucedido por su hijo mayor, Adán Chávez, quien ganó las elecciones regionales de 2008.
Fue militante del Partido Socialista Unido de Venezuela hasta su muerte, el 9 de abril de 2024 en una clínica de Barinas.